# Раменское
Ра́менское е град в Русия, Московска област, административен център на Раменски район.

## География
Намира се на 45 километра югоизточно от столицата Москва. Граничи на запад и югозапад с река Москва. Населението на града е 109 709 души (2016).

## История
През 1770-те години генерал-аншеф Михаил Волконский, главнокомандващ Москва, строи ловен дом край Борисоглебското езеро (наречено на църквата „Борис и Глеб“, около който постепенно расте село Ново-Троицкое, станало по-късно Раменское. В селото е открита текстилна фабрика (1834), наредила се сред най-големите предприятия в отрасъла в Русия. Раменское става център на уезд (1924), на район (1929), получава статут на град на 15 март 1926 г.

## Други
Понастоящем в града няма текстилно производство, но са развити други отрасли – машиностроене, приборостроене (концерн „Авионика“), електротехника, хранителна промишленост. Градът се обслужва от летище Раменское, железопътни гари и спирки, автомобилен транспорт.